# Condado de Radzyń
Condado de Radzyń (polaco: powiat radzyński) é um powiat (condado) da Polónia, na voivodia de Lublin. A sede do condado é a cidade de Radzyń Podlaski. Estende-se por uma área de 965,21 km², com 61 597 habitantes, segundo os censos de 2005, com uma densidade 63,82 hab/km².

## Divisões admistrativas
O condado possui:
Comunas urbanas: Radzyń Podlaski
Comunas rurais: Borki, Czemierniki, Kąkolewnica Wschodnia, Komarówka Podlaska, Radzyń Podlaski, Ulan Majorat, Wohyń
Cidades: Radzyń Podlaski

## Demografia
População (dados de 30 de Junho de 2005):
|          | Total   | Total | Mulheres | Mulheres | Homens  | Homens |
| -------- | ------- | ----- | -------- | -------- | ------- | ------ |
|          | pessoas | %     | pessoas  | %        | pessoas | %      |
| Total    | 61 597  | 100   | 30 875   | 50,1     | 30 722  | 49,9   |
| Cidades  | 16 125  | 100   | 8315     | 51,6     | 7810    | 48,4   |
| Povoados | 45 472  | 100   | 22 560   | 49,6     | 22 912  | 50,4   |